# Tetrastigma jingdongensis
Tetrastigma jingdongensis är en vinväxtart som beskrevs av Chao Luang Li. Tetrastigma jingdongensis ingår i släktet Tetrastigma och familjen vinväxter. Inga underarter finns listade i Catalogue of Life.